# Alexander Kaimbacher
Alexander Kaimbacher (* 26. Dezember 1969 in Villach) ist ein österreichischer Opern-, Operetten-, Oratorien-, Lied- und Konzertsänger (Tenor).

## Leben
Alexander Kaimbacher studierte Musik-, Theaterwissenschaft sowie Germanistik an der Universität Wien, ferner Schauspiel und Gesang am Goetheanistischen Konservatorium und Waldorfpädagogischen Akademie. Seine Gesangslehrer waren Hilde Rössel-Majdan und Bernhard Adler. Meisterkurse absolvierte der Künstler bei Dietrich Fischer-Dieskau, Nicolai Gedda und Constantin Zacharia.
1999 debütierte er als Rustichello in der Oper Marco Polo von Tan Dun an der Neuen Oper Wien. Es folgten Gastengagements an den Musikbühnen von Klagenfurt, Potsdam, Salzburg, Nürnberg, Luzern, Meiningen, Zürich etc. Sein Repertoire umfasst die großen Partien seines Faches aus Oper und Operette wie beispielsweise den Kilian in Der Freischütz, den Andres sowie den Narren in Wozzeck, den Kunz Vogelgesang in Die Meistersinger von Nürnberg, den Tamino in Die Zauberflöte, den Fenton in Falstaff, den Alfred in Die Fledermaus, den Zarewitsch in Der Zarewitsch, den Titelrolle in Albert Herring von Benjamin Britten, den Orfeo in L’Orfeo und den Adam in Der Vogelhändler. Der Künstler wirkte bei mehreren Uraufführungen mit. Unter anderem bei den Bregenzer Festspiele in Die schöne Welt von Georg Friedrich Haas und als Geppone in Der Herr Nordwind, von HK Gruber, am Opernhaus Zürich.
Von 2007 bis 2010 war Alexander Kaimbacher Ensemblemitglied an der Staatsoper Wien.
Neben seinen Opern- und Operettenauftritten gilt seine Aufmerksamkeit dem Lied-, Konzert- und Oratorienfach, der Kirchenmusik allgemein. Bisher sang er unter anderem in den Konzertsälen von Wien, Linz, München, Salzburg, New York, Washington, Tel Aviv, Haifa und Vancouver. Zu seinem Repertoire gehören zum Beispiel alle Passionen von Heinrich Schütz sowie sämtliche Messen von Johann Sebastian Bach, Joseph Haydn, Wolfgang Amadeus Mozart und Franz Schubert. Des Weiteren singt er Werke von Gioachino Rossini, Felix Mendelssohn Bartholdy, Carl Orff, Ernst Krenek, Arthur Honegger, Zoltán Kodály etc.

## Auszeichnung
- 2000: Armin Weltner Förderpreis (Opernhaus Zürich)
- 2016: Auszeichnung der Tageszeitung Die Welt als „bester Sänger“ Deutschlands für seine Darstellung des Aschenbach in Benjamin Brittens Oper Death in Venice am Theater Bielefeld[2]